# 79 Ceti b
79 Ceti b è un pianeta extrasolare orbitante attorno alla stella 79 Ceti in 75 giorni terrestri. Assieme ad HD 46375 b, fu il primo pianeta extrasolare conosciuto ad avere una massa inferiore a quella di Saturno.

## Caratteristiche
Data l'elevata massa del pianeta, paragonabile a quella di Urano, potrebbe trattarsi di un gigante gassoso con superficie non solida. Sin da quando il pianeta è stato identificato, parametri come il raggio, la composizione e la temperatura restano sconosciuti.